# ال کانتون د سان پابلو
ال کانتون د سان پابلو (انگلیسی: El Cantón de San Pablo)یکی از شهرهای کشور کلمبیا است.